# 機動戦士ガンダム外伝 コロニーの落ちた地で…
『機動戦士ガンダム外伝 コロニーの落ちた地で…』（きどうせんしガンダムがいでん コロニーのおちたちで）は、アニメ作品群『ガンダムシリーズ』の一つで、1999年8月26日にバンダイから発売されたドリームキャスト用の3Dシューティングゲーム。
バンダイのドリームキャスト参入第1弾ソフト。一年戦争末期、コロニー落としの被災地となったオーストラリアを舞台として、主人公マスター・ピース・レイヤー率いる地球連邦軍のモビルスーツ（MS）小隊「ホワイト・ディンゴ隊」の活躍を描いた作品。

## 概要
本作品ではジムが主役機に設定されている。ワンオフの高性能試作機であるガンダムと違い、敵機に対して圧倒的優位に立つほどの性能差は持たないため、1機で敵部隊を次々と撃破することは出来ない。したがってブリーフィング後は機体と武装を念入りに選択する必要がある。作戦開始後は音紋索敵能力を持つ簡易移動指揮ホバートラック・ブラッドハウンドによって情報を収集し、敵機の配置や作戦目標から戦略を練り、攻撃時は僚機と常に多対一になるよう連携をとらなければ勝利は難しい。反面、ジオン側は特に個々の兵士の技量に優れるものの、情報収集能力の低さや、チームプレーを軽視する傾向が強いためか機体間の連携があまり無く、先制攻撃を受けたり、個別撃破されることが多かった。これがそのまま連邦がジオンに反攻できた理由となっており、このゲームによってジムに対する疑念が晴れると同時に、ジムの性能・戦闘能力が再評価される契機を招くこととなった（小説版は特にこの点が描写されている）。
モビルスーツのカラーリングを派手さを抑えたものにしたり、キャラクターを小林源文デザインによる劇画調にするなどでケレン味を極力取り除き、自らも特務部隊の指揮官とはいえ、量産機に乗る一介のMS小隊長に過ぎないことや、部下や整備兵との会話なども「リアルな戦場臭さ」を重視した演出をしている。シナリオや世界設定を『機動戦士ガンダム 第08MS小隊』、『機動戦士ガンダム0080 ポケットの中の戦争』、『機動戦士ガンダム0083 STARDUST MEMORY』とのつながりを意識したものとなっている。
ゲームシステム等は「機動戦士ガンダム外伝」シリーズの前作であるセガサターンのゲーム『機動戦士ガンダム外伝 THE BLUE DESTINY』の直系にあたるが、ドリームキャストのアナログ入力が可能であることを活かし、戦闘機動中でも手動での照準合わせや細かいブーストの出力調整が可能になっている。また僚機に指令（移動コースと索敵・攻撃などのモード）を出すことが可能になり、前作では僚機が勝手に行動し、気がつけばいつの間にか撃破されているという状況が多かったのに対し、本作ではプレイヤーが僚機に直接指示を出すことによって状況に応じた行動をさせることが可能となり、戦力として頼れる存在になっている。反面、的確な作戦と指示によって、僚機とうまく連携が取れないとクリアは難しくなっている。
当ゲーム本編の登場人物は小林源文の原画を基にした3DCGで描かれるが、『GGENERATION』や『ギレンの野望』では新たにアニメ調に描き直され、以降の派生作品においてもこれを踏襲している。

## ゲームソフト
機動戦士ガンダム外伝 コロニーの落ちた地で…
1999年8月26日発売。
初回限定版はガンダムウォーのプロモーションカードを1枚封入。
機動戦士ガンダム外伝 コロニーの落ちた地で… 特別版 (BANDAI the Best)
2001年6月28日発売。
機能・データが追加された廉価版。コクピットのフレームの非表示機能や、本編クリア後はネットワークからダウンロードしなければ使えなかった装備と、プレミアムディスクに入っていたホワイトベース隊のモビルスーツとの模擬戦闘モードが追加される。

## プロローグ
コロニーの落ちた地で…
宇宙世紀0079年11月22日、オーストラリア大陸にて連邦軍の反攻作戦が開始された。大陸内における重要な3か所のポイントを3つの主力部隊が同時攻撃し、そこを足場として一気に大陸全土を掌握しようという目的である。第1主力部隊レッド・ポッサムが大陸中央部、大陸鉄道網の中心地であるアリス・スプリングスへ。第2主力部隊グリーン・イキドナが大陸北部のダーウィンへ。そして、第3主力部隊イエロー・クオッカが大陸南部のアデレードへ侵攻を開始する中、それら3部隊とは完全に独立して機能する部隊が存在した。マスター・P・レイヤー率いるホワイト・ディンゴと呼ばれるその特殊遊撃MS小隊は、地球連邦オーストラリア軍司令官スタンリー大佐の命令に従い、最も危険とされる最前線を渡り歩く。

## 登場人物

### 地球連邦軍の人物
マスター・ピース・レイヤー (Master Pierce Rayer)
声：なし（本作）/ 山寺宏一（『ギレンの野望 ジオンの系譜』ほか）
階級は中尉。特殊遊撃MS小隊「ホワイト・ディンゴ」の隊長。コールサインはファング1。戦闘機パイロットから転身したという経歴を持ち、一年戦争末期、自らの出身地でもあるオーストラリア大陸で戦った。小説版ではリーダーとして苦悩し模索しながらも、使命を完遂していく様が描かれている。その名前は「マスター」すなわち「プレイヤー」が操作するキャラクターであることを意味する。
特務部隊の隊長だが、パイロットとしては格闘より射撃に秀でるという程度で、戦闘能力は歴代ガンダムの主人公のような超人的な領域ではない。だが「ベストを尽くす」と言う信念通り、瞬時に敵の要点や狙いを見抜く観察力、状況に合わせ正攻法・奇策を立案する作戦立案力、常に平静を保ち最良を模索する気質を持ち、仲間や司令を信じることと疑うことを両立できる、正しく要の「隊長」である。
マガジンZ版連邦編ではジャブローに来る前はヨーロッパ戦線でエースだったと噂されていた。親は戦前に亡くなっており、軍で親しかった仲間もコロニー落としで死んでいるようである。コロニー落としを行ったジオンを憎んでおり、アリス・スプリングスでのヴィッシュの呼びかけに反発して戦闘を開始したり、ヒューエンデンでのヴィッシュの一騎打ちでジオンを強く非難するなどした。
ゲーム『機動戦士ガンダム ギレンの野望 ジオンの系譜』ではユウ・カジマとオーストラリア出身で同郷という設定になっており会話イベントがある（ただし、ユウ・カジマの台詞は「……」のみで声優も割り当てられていないので、レイヤーが一方的に話す形式になっている）。その際「俺たちはここでは肩身が狭い」と述べており、これはオーストラリア占領民がジオンに無抵抗な傾向が強いという設定と共に、セガハードのゲーム出身の二人がソニーハードのゲームに出演している事を示唆する内容となっている。
レオン・リーフェイ (Leung Lee-Fai)
声：幹本雄之
階級は少尉。コールサインはファング2。戦車兵出身。真面目で実直だが堅物ではない。口数は少なめだが、発言した際は核心を突く推察を行ったり出所不明な噂を知っていることがある。だがそれらは秘匿事項だったり、任務に資することもあるため、その不可解さにレイヤーは悩むことになる。
実はジャブロー直属の諜報部部員。その使命はトリントン基地の核兵器貯蔵施設を防衛することとアスタロスの処分であり、一部の権限はスタンリー大佐をも上回る。出所不明の噂については、半分は越権行為であり、仲間を助けるためだった。トリントン防衛戦前にその正体を告白し、ホワイト・ディンゴの団結が更に高まる結果となった。
マクシミリアン・バーガー (Maxmilian Berger)
声：宮本充
階級は少尉で、通称「マイク」。コールサインはファング3。適性検査で軍楽隊からMSパイロットに抜てきされた、変わった経歴の持ち主。軽いお調子者風だが、任務にはやりがいを感じ着実にこなす。任せられた仕事や連携で不足を見せたことは一度もない。ラジオDJ・ジャクリーンの大ファン。
アニタ・ジュリアン (Anita Julianne)
声：土井美加
階級は軍曹。ホワイト・ディンゴの戦術と連係の要・ホバートラック「オアシス」からバックアップを担当する女性オペレーター。マイクの口喧嘩相手。電子戦・情報戦にも長けている才女だが、若干考えが堅く、生活のためにやむを得ずジオン占領軍に協力した市民を「裏切者」呼ばわりするなど、連邦軍の正義を盲信している傾向がある。
マガジンZ版連邦編ではコロニー落としで発生した津波で故郷が被災し、家族と友人を失っている。
ボブ・ロック (Bob Rock)
声：緒方賢一
階級は曹長。ホワイト・ディンゴのメカニック長。気さくな性格と職人気質を合わせ持つ。確かな技術のみならず、新兵器などの特徴を把握していたり、ジオン兵器との性質差を察するなど知識も豊富で、ホワイト・ディンゴ隊の厚い信頼を得ている。
スタンリー・ホーキンス (Stanley Hawkins)
声：藤本譲
階級は大佐。地球連邦オーストラリア方面軍司令官で、特務部隊であるホワイト・ディンゴの直接の上司。個人的には困難な任務をホワイト・ディンゴに与えることを心苦しく思っている一方、司令官としてそれを断じることのできる人物。口癖は「吉報を期待している（期待する）」であり、これは「口に出せないが実は困難な任務」である時に決まって出ている。
バックス・バック (Backs Back)
階級は中尉。ジャブロー務めのMS操縦教官。負傷が元でMSパイロットから転身した。ホワイト・ディンゴのメンバーも彼の教え子であり、スタンリー大佐の古い友人でもある。ゲーム中はブリーフィング時の音声メールでのみ登場。
ジャクリーン
声：皆口裕子
連邦軍のプロパガンダ放送のラジオDJで、連邦軍兵士のみならず、ジオン側にもファンがいる。
アードマン
マガジンZ版連邦編に登場。ブリティッシュ作戦時のトリントン基地司令。コロニー落としの際にレイヤーの操縦する輸送機に乗って退避した。レイヤーから抗議を受けたが、民間人を避難させる時間はなく意地を張ってここに残っても無駄死にするだけだとレイヤーを言いくるめた。

### ジオン公国軍の人物
ゲームは基本的にホワイト・ディンゴ隊（＝地球連邦軍）の視点で進むため、ジオン側の登場人物の中で名前が登場するのはヴィッシュ・ドナヒューとウォルター・カーティスのみである（他の人物は小説版で設定された）。
ヴィッシュ・ドナヒュー (Visch Donahue)
声：平田広明
ジオン公国オーストラリア駐屯軍アリス・スプリングス支隊のモビルスーツ部隊隊長で階級は中尉。乗機はグフ、ゲルググ。
機動力を生かした電撃戦を主に行い、通常の装備で倍の時間戦闘が出来、更に3倍の戦果を上げることと、殿軍を好んで勤め無事帰還することから「荒野の迅雷」の異名で敵味方に広く知られた。ジオン軍パイロット、特にエースとしては珍しく個人戦より集団戦を重視しており、部下らには個人ではなく部隊の一員として戦うことを徹底させた。この方針と優秀な実績から、一時期戦線を離れ教官として新兵の教育に専念したこともある。また画才が有り、愛機のシールドに眼帯を着けたドクロと稲妻をモチーフにした（小説版では両肩に風神・雷神）マークを描いている。
アリス・スプリングス駐屯基地において地球連邦軍のホワイト・ディンゴ隊と交戦するが、市民への被害を最小にとどめるため、更には内々だが既に戦略的には拠点放棄する方向だったこと、また昔の恋人でもあるマヤ・コイズミ率いる鉄道大隊が物資輸送のためにアリス・スプリングスを通過しようとしたこともあり、奇襲してきた敵軍であるホワイト・ディンゴに休戦を呼び掛けるなど、柔軟性に富んだ面も見られる。妄信的にジオンを崇拝することは決してなく、戦闘好きというわけでもなかった。戦争の大局についても「この戦争はそんなに長くない、今死ぬのは勿体ないぞ」などと部下を諭していたこともあり、ジオンの敗北を予見していたようである。人格にも優れ、ジオンの占領下である現地民にも慕われており、時にはアリス・スプリングスの子供達に絵を描いてやり、「アンクル・ドナヒュー（ドナヒューおじさん）」と呼ばれ親しまれた。
その後は後方に下がり、兵士の教育訓練に専念していたが、ウォルターの密命を受けて秘密裏にマッチモニードの妨害・抹消工作を行う。その最中で、味方であるマッチモニードよりも敵であるホワイト・ディンゴに大いに通じるものを感じ、友情にも似た感情を抱く。
そして最終指令「月の階段」が発令された後、ヒューエンデンHLV基地で友軍撤退に伴うHLV打ち上げの時間を稼ぐため出撃。ホワイト・ディンゴの隊長マスター・ピース・レイヤーと交戦し戦死する。終戦を知らせる放送が流れたのは、正しくその直後だった。全てが決着した直後にドナヒューの意図を察したレイヤーは、「親友になれたかも知れない」と慟哭したという。ゲーム中、地上用モビルアーマー「ライノサラス」をドナヒューのゲルググより先に倒すと、部下への哀悼をこめた通信メッセージが流れる。またHLVの自爆までゲルググとの戦闘を続けると、新たな通信メッセージを聞くことができる。小説版では、部下や教え子を死なせて、自らのみ生き残ることを拒否した結末であることが暗示されている。
マガジンZ版連邦編ではヒューエンデンHLV基地でレイヤーに非難された時には、ジオンが戦争を選んだのは連邦の圧政によって追い詰められたからであり、コロニー落としも国力の劣るジオンが勝つための手段であると反論している。
マガジンZ版ジオン編では独自の諜報部を持っており、トリントン基地に核兵器が保管されていることを把握していた。
ウォルター・カーティス (Walter Curtis)
声：小山武宏
ジオン公国オーストラリア駐屯軍司令官。略奪行為等をよしとしない正々堂々とした軍人であり、実務と実働を重視した有能な司令官であると同時に、類稀なる戦略家でもある。
ジオン軍が侵略軍であり、更にシドニーにコロニーを落下させ、人的被害と地球環境の激変など多大な損害を与えたにもかかわらず、オーストラリアの民衆からさほど抵抗活動を受けていないのは、生活のためにジオン軍の物資に頼らざるを得ないという事情はあるものの、前述の彼の方針によるところも大きい。その有能ぶりと清廉さは、執務室が24時間体制の司令部と区切っただけの部屋であり、調度品が全くない（調度品を買うくらいなら機能充実に当てる）ことにも現れている。
ザビ家の独裁を問題視するが、スペースノイドの自立のためにはやむを得ないと考えている。当人がこれをあまり隠さないこともあるが、彼の部下にはジオン軍ながらザビ家を好まない者も多い。
オーストラリアでは優勢で情勢も安定していたが、ジオンの敗北を早期に見越し、作戦名「月の階段」を発案。ユライアを召喚しその責任者に任じて実行する。この作戦により連邦軍の掃討部隊は分断・誘導させられ、それによって出来た大きな隙間を利用して多数の兵と物資をアフリカに届けた。マッチモニードに対してはアスタロスの存在や核奪取行為を知るや、その危険性の大きさを看破し、秘密裏かつ怪しまれない形での宇宙への脱出阻止と抹消を、ユライア・ヒープとヴィッシュ・ドナヒューに命じる。自身は後にアフリカを経由して宇宙に戻ったらしい。ゲームでは一部デモのみに登場。
ニアーライト
声：置鮎龍太郎（『SDガンダム GGENERATION-F』）
小説版、KADOKAWAコミック版に登場。階級は少佐。ドムで構成されたキシリア直属の特殊部隊「局地戦戦技研究特別小隊」の隊長。
また、局地戦戦技研究特別小隊は両軍から「マッチモニード」という部隊名で知られているが、これはザビ家の私兵部隊、人ならざるものという意味の蔑称である。主な業務は連邦及び自軍内の反ザビ派に対する諜報・謀略であり、当然ながら正式名称通りの業務はほとんどしていない（ニアーライトも「特別」以外に意味はないと思っている）。
下層階級の生まれで差別され続けていたため、それから脱出し逆に見下せるようになる切っ掛けを与えたザビ家を信奉している。
オネエ言葉で物腰は丁寧だが、歪んだ劣等感と選民思想で凝り固まった人物であることは隠せていない。また、他人を信用しておらず、捨て駒同然に運用する。ただし、「マッチモニード」自体が全員がお互いを「利用価値がある道具」と見ているため、規律や倫理観とは無縁に等しく、彼らをまとめるだけの手腕を持つ。故に当人には戦争の行方も勝敗も、ひいては自分の命も人類の存続も無意味なものでしかなく、ザビ家の脅威となる者と自分を馬鹿にする者を排除することが全てだった。
声帯模写の特技があり、一度聞いただけで概ね模倣できる。
部隊としての活動拠点は特になく、キャルフォルニア・ベースに滞在していた際に連邦軍の攻勢に会い、友軍が使用するユーコン級潜水艦にシージャック同然に乗り込み、生物兵器アスタロスをキシリアの元へ届けるためオーストラリアへ逃亡した。このことに加え悪びれることもなく自分たちが特別扱いされて当然という態度だったため、潜水艦クルーの反感を買い、アスタロスの存在が連邦軍に漏れる切っ掛けを作ることになる。
オーストラリアに入った目的でもあるトリントン基地に保管してある核の奪取も画策するが、ホワイト・ディンゴによって阻止され逃走。ヒューエンデンに入り、管制官らを殺害してHLVを乗っ取ろうしたが、それもユライア達に妨害される。脱出は不可能となるや管制室に立て篭もり、妨害した者達への復讐としてアスタロスを打ち上げようとした。しかしヴィッシュ・ドナヒューの乗るゲルググのビームライフルに管制室を狙撃され死亡。ホワイト・ディンゴによって残ったHLV打ち上げも阻止される。
マガジンZ版では、ジオン編で彼に該当する人物が登場。ユーコンを防衛していたズゴックを回収せずに離脱させる、それに抗議した乗員に発砲するなど同じジオン軍人を道具としか見ていない。ドムに搭乗してフォーナイブス、グレイアイとともにレイヤーのジムと交戦。最終的に部下であるグレイアイに乗機の脚部を破壊されて動けなくなっているところをビームサーベルでコックピットを貫かれ死亡。
タイソン
小説版に登場。局地戦戦技研究特別小隊の隊員で階級は大尉。トリントン基地のコンピュータロック解除を行っていた。腕の良いクラッカーのようで、自分以上の人間はいないというおごりからアニタに隙を突かれる形となる。
逆木
小説版に登場。局地戦戦技研究特別小隊の隊員で階級は中尉。ドムパイロットで、ニアーライトも有能なパイロットと認めるほどである。
トムゼン
小説版に登場。ヴィッシュの部下で階級は中尉。レイヤーが、わずかなタイミングが合わなければ撃破されていたのはホワイト・ディンゴかもしれないと感じさせるほどの強敵だった。
ユライア・ヒープ
小説版、KADOKAWAコミック版に登場。ジオン公国軍補給将校。輸送分野のスペシャリスト。階級は中佐。その能力とその貴重さゆえに、一年戦争開戦直前に招へいされ、人材育成や輸送作戦を立案したが、それと同時にジオン軍の後方支援能力の低さと開戦の無謀さを指摘したため、ザビ家に睨まれオーストラリアに左遷されてしまった。結局、彼の指摘は開戦後に当たってしまう。このことが原因で彼はザビ家を憎むようになる。彼の能力を高く評価したウォルター司令官により、オーストラリア脱出作戦「月の階段」の実行部隊「オクトパス」の司令官に起用される。オーストラリア脱出作戦を成功させ、アフリカへと渡った。
マヤ・コイズミ
声：小林優子（『SDガンダム GGENERATION-F』）
小説版、KADOKAWAコミック版に登場。ジオン公国軍補給将校。オーストラリア方面軍鉄道大隊指揮官で階級は大尉。漢字表記は小泉摩耶。「お嬢様」の異名で呼ばれ、よく交渉相手の愚痴や嫌みを言い、嫌な上司などを相手にした後は厄払いに塩を撒いている。オーストラリア部隊の指揮官とも親しく、かつてはドナヒューとも交際していたが、その後別れ、ドナヒュー本人は交際していた頃の記憶を忘れたいらしい。
後方支援やマッチモニードとの交渉役などで活躍。オーストラリア脱出作戦「月の階段」にも参加し、無事にアフリカへ逃れた。その後の消息は不明。
エイドリアン
小説版、KADOKAWAコミック版に登場。マヤ・コイズミの副官で階級は少尉→中尉。少年のような容姿を持ち、上官に振り回されてはいるが、信頼されており重要な任務を任されることも。
また上官に負けず劣らずの勝気な性格である。
ジョコンダ・ウィリス
小説版、KADOKAWAコミック版に登場。キャリフォルニア・ベースから逃れてきたユーコン級潜水艦に搭乗していた新任士官で階級は少尉。ニアーライトらもそのユーコン級に同乗していた。新任士官であったため「ノブレス・オブリージュ」を言い訳に艦内では雑用を担当させられ、オーストラリアに着けばティナを相手にする面倒な交渉事を押し付けられ、乗員は彼女に艦の自爆準備を押し付けた上に置き去りにして脱出してしまう。
しかし、それが幸いして艦の唯一の生き残りとなり、ティナとともに荒野を駆け抜けオクトパスと合流。その際に吹っ切れて見違えるようにたくましい性格になっており、ティナからは驚かれている。その後はオクトパスの一員として任務に従事し、ヒューエンデンの管制室で偶然ニアーライトと再会（ニアーライトは他者に興味がないのでジョコンダを覚えていなかった）。管制室が乗っ取られていることを悟り、ユライア・ヒープに通達したことで、ニアーライトの目論見を阻止するきっかけとなった。最終的にはメンバーとともにアフリカに逃れた。
ティナ・デュバル
小説版、KADOKAWAコミック版に登場。アデレード基地所属のMSパイロットにしてMS隊の教育担当下士官。階級は軍曹。アデレード基地では下士官がMSの新人教育を行っていたことと、それがそのままMS小隊を兼ねていたため、教官は平気で士官のパイロットを怒鳴り命令を下していたという。作中でも階級が上である少尉の教え子に怒鳴り散らす場面が描かれた。
アデレード基地が陥落したため、5人の教え子とともにMSで上記のユーコン級潜水艦に搭乗しブリスベーンへの脱出を画策していたが、ジョコンダ少尉から艦の自爆とマッチモニードの存在を聞かされると、ザビ家直属部隊の恩恵にあずかろうとそれを追う。
その最中に秘密基地の存在を察知したホワイト・ディンゴ隊と鉢合わせし交戦。MSの数こそ倍あったものの、難敵と察したことと自分たちの練度の低さから、教え子の中で一番出来の悪かった1人を犠牲にして、敵の連携の要であるオアシスを撃破する作戦を取るも、レイヤーに見破られ、更に指揮官機であることを看破されて真っ先に機体を撃破される。小隊も全滅するが、6人の中で唯一生き残る。
消沈しつつも教え子達の墓を作り終えたところで、たまたま通りかかったジョコンダと再会。彼女の豹変ぶりに驚き、その後は彼女に従うようになる。オクトパスと合流後は任務に従事し、最終的にメンバーとともに無事アフリカに逃れた。
グロック
KADOKAWAコミック版に登場。ホワイト・ディンゴの初戦で敵対する一隊を率いる指揮官として登場。階級は大尉。ひげを蓄えた老人として描かれている。
初戦でホワイト・ディンゴに配下のMS6機を撃破され、アリス・スプリングスへ後退。アリス・スプリングスでは残った部下と共に民間人への被害を考慮せずにホワイト・ディンゴを包囲するが、民間人の安全と輸送列車通過を優先したヴィッシュによって一時休戦となり、共に撤退。
ヒューエンデンではバストライナー搭載のライノセラスに搭乗してホワイト・ディンゴと対戦し、撃破される。
ロッド
マガジンZ版ジオン編に登場。ヴィッシュの部下であり、ヴィッシュからは「ヤツはあれでなかなかはしこい男」と評価されている。階級は軍曹。乗機はザクIIS型とライノサラス。
アスタロス運搬部隊を連邦に始末させてもらうため、彼らをトリントン基地に案内した。アスタロス運搬部隊が撃破されるのを見届けて撤収するところでレイヤーに見つかり狙われるが、駆け付けてきたヴィッシュに救われる。ヒューエンデンHLV基地ではヴィッシュの援護のためライノサラスに乗り込み増援部隊を一掃した。
フォーナイブス
マガジンZ版ジオン編に登場。アスタロス運搬部隊に所属するドムパイロット。ヘルメットには髑髏が描かれている。
トリントン基地で隊長とグレイアイと共にレイヤーのジムと交戦し、隊長の命令でジムに伸し掛かられ下敷きになっているグレイアイのドムごとヒートサーベルで串刺しにしようとするが、寸前でコックピットにマシンガンを撃ち込まれ死亡する。
調子に乗りやすくドムの性能を過信しているためかゲームのムービーでは「ドムにかかれば連邦のモビルスーツなんて玩具だぜ。いっちょ遊ばせてもらおうか」と発言している。
グレイアイ
マガジンZ版ジオン編に登場。アスタロス運搬部隊に所属するドムパイロット。トリントン基地で核兵器貯蔵施設のプロテクト解除を行っていた。
隊長とフォーナイブスと共にレイヤーのジムと交戦するが、バズーカーを跳躍して避けたレイヤーのジムに仰向けに伸し掛かられ下敷きになる。この時、自分ごと始末するように命じた隊長に怒りを抱き、フォーナイブスが撃破された後に援護を求めた隊長のドムに発砲して脚部を破壊した。
ロット・ヘッド
アスタロス運搬部隊に所属するドムパイロット。調子に乗るフォーナイブスを注意した。フォーナイブスやグレイアイと違いマガジンZ版ジオン編でロット・ヘッドが登場することはない。
ハリスン
マガジンZ版連邦編に登場。ヴィッシュの部下のドムパイロット。アリス・スプリングスでレオンとマイクによって撃破された。
ジャクソン
マガジンZ版ジオン編に登場。アリス・スプリングスに配備されていたマゼラアタックの搭乗員。連邦軍部隊の出現を報告したが、よくホラ話をしていたため、最初は信用されていなかった。
ジミー
マガジンZ版ジオン編に登場。アリス・スプリングスに配備されていたマゼラアタックの搭乗員。

### 民間人
オリヴィア・グラント (Olivia Grant)
KADOKAWAコミック版に登場。地質学者の女性で、ホーキンス大佐直々の指示でホワイト・ディンゴに同行することになる。コロニー落としの影響で荒廃したオーストラリアの汚染状況を把握するために連邦政府から依頼を受けているが、故郷を失った経験から軍人と言う職種そのものを快く思っていない。
シドニーの出身であるが、ブリティッシュ作戦当時は学会出席のためパリにいたことで難を逃れていた。
地質学の分野からアスタロスの研究（兵器化される前の農業生産性向上目的としての植物開発）にも携わっていたことがあり、アスタロスの概要や原理の知識もある。終戦後は撃墜されたHLVとニアーライトのいた管制室後などの調査から持ち込まれていたアスタロスが死滅していることを確認する。終戦から1か月後、レイヤーの「『月の階段』とは何だったのか」という問いを確認するため、オーストラリア西部のブルームで植物相の再生の兆しを見出すと共に、コロニー落としの影響で見られなくなっていた月の階段と呼ばれる風景が再び見られるようになっていることを目の当たりにする。
ピオ
KADOKAWAコミック版に登場。オリヴィアの助手を務める女性。
オーストラリア出身。ブリティッシュ作戦そのものからは家族と共に助かったものの、その後の連邦軍の対応の悪さのため病院に向かう途中で家族が死亡。進駐ジオン軍の民間人への対応が良かったことも併せ、連邦軍への恨みからジオン軍のスパイとしてホワイト・ディンゴの出撃先などをジオン軍のグロック大尉に流していた。ヒューエンデン攻略作戦の直前にスパイ行為が露見し、連邦軍MPに連行される。

## 登場兵器

### 地球連邦軍の兵器
ホワイト・ディンゴ隊が使用するモビルスーツは、明灰色・暗灰色に塗り分けられている（これがパーソナルカラーであるかオーストラリア方面軍制式カラーかは明示されていない）。
RGM-79  ジム
プレイヤー機・僚機として最初から選択可能。標準機だが、他機と比較すると機動性に優れたタイプになる。多彩な武装が使用可能で高い汎用性を持つ。
固定武装としてバルカン砲、ビームサーベル、ハンドグレネードを装備し、選択武装として100mmマシンガン、ロケットランチャー及び大型ないし小型シールドを携行する。更に特定ミッション用に試作ビームライフルを携行でき、ダウンロード特典としてビームスプレーガン、ビームライフル（陸戦型ガンダム携行型）が用意されている。
小説版では、宇宙戦用の装備を排除し、防塵処理を施したり排熱向上から出力を強化した陸戦仕様となっており、通常のジムとは見た目は同じでも中身はかなり違う。ゲーム版でも、説明書の解説に「陸戦用に内部機構をカスタマイズしたもの」とあり、画像でもランドセルが大型化しているなど、通常型との違いが見て取れる。
RGC-80  ジム・キャノン
プレイヤー機・僚機として最初から選択可能。ジムの基本性能に加え240mmキャノン砲が使えるため砲撃能力が高く、装甲強化により耐久力も向上しているが、その分重量化したためにやや機動性が劣る。『MSV』設定と異なりビームサーベル及びシールドを装備しており、ジムにはやや劣るものの格闘戦もこなせる。選択装備もジム同様多彩だが、肩部キャノンと干渉するためロケットランチャーは装備できない。小説版では登場しない。
RX-77D ガンキャノン量産型
中盤以降プレイヤー機・僚機として選択可能。マシンガン2丁と2連装キャノンによる非常に高い火力と、ベース機に匹敵するほどの厚い装甲による驚異的な耐久力を誇るが、重装備と重装甲に伴う極端な重量化のため機動性は低い。また、ビームサーベルが無いため格闘攻撃力に劣り、携行火器の選択はできずシールドも装備できないため、汎用性はジムより低下している。ゲームでは、シールドを掲げる代わりに左腕でブロックするが、許容量を変えると腕を破壊される。そうなると、左腕のマシンガンは使用不可となり、射率が極端に下がる。
小説版では登場せず、新型のジム（主にメインコンピューターなどの内部機構がバージョンアップしたもの）が代わりに登場する。
RGM-79SP ジム・スナイパーII
最終決戦時に搭乗する。ジャブローから最前線へ直送された機体のため塗装が変更されていないが、白と青を基調とした独自の配色となっている。頭部右側に外付けのバルカン砲が増設されている他、ハンドグレネードを携行。作品内での武装は全てジムと同じ物が使用でき、汎用性の高さが窺える。また、非常に優れた機体性能を持っており、特に機動性の高さが目立つ。シールドは大型シールドの下半分を切り取って小型シールドに増加装甲化したような独自デザインの本機専用装備となっている。
小説版では、隊長機がビームライフルを、部下2機が100mmマシンガンを装備した。
マガジンZ版では、HLV狙撃班が使用しており、ホワイト・ディンゴ隊が搭乗することはない。連邦編ではビームライフル（陸戦型ガンダム携行型）、ジオン編ではロングレンジビームライフルを装備している。
ホバートラック
戦闘能力はほぼ皆無だが、情報戦に欠かせない装甲車。音紋センサーなどを装備し、ミノフスキー粒子散布下でも高い索敵能力を持つ。ホワイト・ディンゴ隊のホバートラックは「オアシス」と呼称されている（厳密には、アニタのコールサインが「オアシス」）。
61式戦車
ミデア（輸送機）
TINコッド
フライ・マンタ
ジェットコアブースター
バストライナー

### ジオン公国軍の兵器
作中で登場するザクとグフには頭部と肩のスパイク、ブレードアンテナに白いラインが入っている。
MS-06J ザクIIJ型
MS-06K ザクキャノン
MS-07B グフ
ヒートロッドはワイヤー型に、左手はフィンガーバルカンから通常のマニピュレーターに換装されており、3連装35ミリガトリング砲を装備している。
MS-07B グフ (ヴィッシュ・ドナヒュー機)
上記のグフのシールドにエンブレムが描かれている
小説版の挿絵では腕をグフカスタムのものに換装した姿であり、両肩に風神雷神が描かれている。
KADOKAWAコミック版では、通常機ではヒートロッドの重量により運用に難があるため、換装したことになっている。左手はフィンガーバルカンのままである。
MS-07B-3 グフカスタム
マガジンZ版でヴィッシュが搭乗。
MS-09 ドム
小説版、KADOKAWAコミック版では本来オーストラリアには配備されておらず、マッチモニードのみが運用する機体として描かれている。ゲーム版も同様にマッチモニードのみ使用。
MSM-03 ゴッグ
ゲーム版では、従来の茶系のカラーリングではなく、黒/灰色の塗装がされている。
MSM-07 ズゴック
マガジンZ版で登場。
MS-14G ゲルググ (ヴィッシュ・ドナヒュー機)
腕部にグレネードランチャーとガトリング砲が付いている。本作の発表時はゲームオリジナルの改修機という位置付けであったが、後に陸戦型ゲルググと設定された。シールドもゲルググタイプの木の葉型ではなく、角型の専用ものを装備している。
KADOKAWAコミック版では地上戦用にカスタマイズされた先行試作機とされている。またヒューエンデンではヴィッシュの指示で装甲の一部を取り外し、軽量化による機動力向上、戦闘持続時間を延ばすカスタマイズを行っている。
MAX-03 アッザム
主兵装であるビーム砲が実弾砲に変更され、ミサイルなども搭載している。作中では「アッザム・オルガ」という発展機とされている。元々出撃シーンでは、無線で「アッザム・オルガ、出撃！」と言い放たれていたが、字幕がなかったことや、無線の聞き取りづらさから多くのユーザーから長らく「アッザモード」と誤認されていた。
後に『機動戦士ガンダム サイドストーリーズ』収録のリメイク版にて台詞に字幕が追加されたことによって、正式名称が広まった。
ライノサラス
KADOKAWAコミック版ではバストライナー砲を搭載。多数のジェネレーターを搭載するものの、それぞれの出力が低く、総合的な機動性は出力のわりには低い機体とされている。また、ジェネレーターの排熱のため索敵用のセンサー類にも難がある。またバストライナー砲も連射速度に劣るため、そこをホワイト・ディンゴに突かれた。ゲーム版では、輸送列車を破壊するかどうかで、バストライナー搭載か大型大砲搭載か分岐する。
マガジンZ版ではジオン編に登場。アリス・スプリングスでのヴィッシュの休戦の呼びかけの際にレイヤーが即座に輸送列車にマシンガンを撃ち込んだため、バストライナー砲の輸送は阻止されている。
マゼラアタック（マゼラトップ、マゼラベース）
ドップ
ガウ
ユーコン級潜水艦
ギャロップ

## 用語
アスタロス
ジオン軍がアメリカのキャリフォルニアベースで開発した新型植物。生物兵器の一種で、その旺盛すぎる繁殖力で他の生態系を破壊する環境破壊兵器である。
元々キャリフォルニアではコロニー内の過酷な環境でも生育できる植物の開発をサイド3のジオン本国から引き継いでいたのだが、その副産物として繁殖力が強すぎる個体（アスタロスの原形）が出来たため、南極条約に抵触しない兵器としての使用が考察された。
レオンによると、破壊の悪魔アスタロスが、バビロニアの豊穣の女神イシュタルを元としていることから、命名は開発の経緯とかけてあるものと推察している。
キャリフォルニア陥落前に脱出したマッチモニードによって、宇宙へ（正確にはザビ家の支配下に）持ち帰るためオーストラリアに持ち込まれるが、ホワイト・ディンゴとジオンオーストラリア軍の活躍により、全て処分される。
漫画『機動戦士ガンダム MSV-R ジョニー・ライデンの帰還』では、キマイラ隊の巨大プラント船「ミナレット」から起動される、本兵器をスペース・コロニー内部に散布する「ザビ家の復讐装置」と呼ばれるシステムが登場する。
オーストラリア戦線
オーストラリアはコロニー落としの最大の被害地であり、駐留していた連邦軍も大打撃を受けることになった。このためジオンの侵攻に抗えず、東南部のシドニー湾付近の限られたエリア以外全てがジオン軍の支配下にある。また都市や港湾も大打撃を受け、天候不順と物資輸送の困難さもあり、オーストラリア住民は生活のためジオン軍の物資をあてにしなければならなくなっている。そのため抵抗運動等は少なく、他地域出身の連邦軍人には「裏切り者」といった感情も持たれている。
ただ広大な上に軍隊が駐屯できるような都市は離れて存在しており、この距離などのため地球降下作戦以降はジオン軍と連邦軍の間であまり攻防が行われなかった。オデッサ作戦以降の戦局を受け、オーストラリアの連邦軍も劣勢下ながら攻勢に出る。
オーストラリア連邦軍の部隊名や方面軍には、ホワイトディンゴを含め、レッドポッサム、グリーンエキドナ、イエロークオッカ等、色とオーストラリア大陸およびその周辺に棲息する動物の名前を組み合わせたものが使用されている。
特務遊撃MS小隊
MS3機の標準的MS小隊の編成に加え、索敵・電子戦対応のホバートラックが付随し、更に輸送機、整備班等々バックアップ体制もセットになっており、小隊単位での行動が迅速に行え独立性と即応性が高い（遊撃）。更に方面軍司令官の直属（特務）となっている。
その即応性、機動性を活かした任務にあたるのが本来だが、オーストラリア戦線の連邦軍の反攻作戦が拙速（ジオン軍から見れば適時）に始まったため、実態としては作戦の穴を急遽埋めるような指令が多い。必然、困難な状況が多く、時として自軍より多数の敵を友軍のバックアップが受けにくい状況で対応しなければならないため、優秀な人材が集められている。
月の階段
オーストラリア北西部のブルーム地方で見られる、海面に月が階段状に見える自然現象。転じて、オーストラリア北西部からを主とした海路による大撤退作戦、及びその前段階としての陽動作戦を指す。
作戦名そのものが、作戦が決行される場所と日時を特定している。しかし連邦軍側はジオン軍の手際の良さやマッチモニードの動きなどもあり、「宇宙への帰還」即ちアスタロスをヒューエンデンのHLVで打ち上げる作戦だと誤解していたため、作戦は成功に終わる。

## 関連作品

### 小説

#### 機動戦士ガンダム外伝 コロニーの落ちた地で…
著：林譲治、原作：富野由悠季、矢立肇、編集協力：スタジオ・オルフェ
角川スニーカー文庫から出版された小説版。全2巻。ゲーム中では出てこなかった裏舞台やジオン側の視点が追加され、ゲームでは点だったミッションが線でつながるようになっているがゲーム内の状況とは若干の変更がある。ゲーム『SDガンダム GGENERATION-F』に登場する本作のシナリオは、この小説版がベースにされている。
1. 『機動戦士ガンダム外伝 コロニーの落ちた地で…（上）』、1999年11月30日発行、ISBN 9784044232016
2. 『機動戦士ガンダム外伝 コロニーの落ちた地で…（下）』、2000年1月28日発行、ISBN 9784044232023

### 漫画

#### 機動戦士ガンダム外伝 コロニーの落ちた地で… (マガジンZ版)
作画は連邦編が祭丘ヒデユキ、ジオン編が木下ともたけ。講談社刊『月刊マガジンZ』に連載されたコミカライズ版。1999年9月号から11月号まで連邦偏、2000年2月号から4月号までジオン偏が連載されたが、単行本化はされていない。

#### 機動戦士ガンダム GROUND ZERO コロニーの落ちた地で
作画は才谷ウメタロウ。KADOKAWA刊『ガンダムエース』2017年7月号より連載が開始されたリメイク漫画版。単行本は全4巻。
リメイクにあたり上述の小説版のキャラクターや新規キャラクターが登場する。

### ゲーム

#### 機動戦士ガンダム サイドストーリーズ
2014年5月29日発売。
新規作品『機動戦士ガンダム外伝 ミッシングリンク』と他の外伝作品を合わせたオムニバスストーリー。『コロニーの落ちた地で…』のシナリオも収録されているが、ゲームシステムは『ミッシングリンク』に準拠したものへ統一されている。